# The Guerrilla

The Guerrilla est un film muet américain réalisé par D. W. Griffith, sorti en 1908.

## Synopsis
Un soldat de l'Armée de l'Union retire sa fiancée des mains d'un officier de l'Armée des États confédérés.

## Fiche technique
- Titre : The Guerrilla
- Réalisation et scénario : D. W. Griffith
- Société de production et de distribution : American Mutoscope and Biograph Company[1]
- Photographie : Arthur Marvin et G. W. Bitzer
- Pays de production :  États-Unis
- Format[2] : Noir et blanc - Muet - 1,33:1 ou 1,37:1[3] - 35 mm[3],[4]
- Longueur de pellicule : 898 pieds (274 mètres[4])
- Durée : 15 minutes (à 16 images par seconde)[2]
- Date de sortie : 13 novembre 1908

## Distribution
Les noms des personnages proviennent de l'Internet Movie Database.
- Harry Myers
- Harry Solter : un soldat de l'Armée des États confédérés / un soldat de l'Armée de l'Union
- Arthur V. Johnson : Jack Stanford
- Mack Sennett : un soldat de l'Armée des États confédérés / un soldat de l'Armée de l'Union
- Herbert Yost
- Dorothy West : Dorothy
- Owen Moore
- George Gebhardt : un soldat de l'Armée des États confédérés[3],[5]
- Charles Inslee : le domestique[3],[5]

## Autour du film
Les scènes du film ont été tournées les 12 et 14 octobre 1908 dans le studio de la Biograph à New York et à Coytesville, dans le New Jersey.